# Cosmopterix ananke
Cosmopterix ananke là một loài bướm đêm thuộc họ Cosmopterigidae. Nó được tìm thấy ở Brasil (Distrito Federal).
Con trưởng thành được sưu tập vào tháng 5. Cánh trước con đực dài 4,1 mm. Loài này được đặt tên theo Ananke, một Mặt Trăng của Sao Mộc.